# Phyllophaga zunilensis
Phyllophaga zunilensis är en skalbaggsart som beskrevs av Bates 1888. Phyllophaga zunilensis ingår i släktet Phyllophaga och familjen Melolonthidae. Inga underarter finns listade i Catalogue of Life.